# تاكاأكي كاتو
تاكاأكي كاتو (باليابانية: 加藤 高明 كاتو تاكاأكي) (3 يناير 1860 - 28 يناير 1926) كان سياسي ياباني شغل منصب رئيس الوزراء الياباني الرابع والعشرين بين 11 يونيو 1924 إلى 28 يناير 1926.